# Kalanchoe alternans
Kalanchoe alternans ist eine Pflanzenart der Gattung Kalanchoe in der Familie der Dickblattgewächse (Crassulaceae).

## Beschreibung

### Vegetative Merkmale
Kalanchoe alternans ist eine ausdauernde, vollständig kahle Rosettenpflanze, die – einschließlich Blütenstand – Wuchshöhen von 50 bis 75 Zentimeter erreicht. Ihre Wurzeln sind verdickt. Ihre stielrunden, fleischigen Triebe weisen an ihrer Basis einen Durchmesser von 10 bis 12 Millimeter auf und sind nur wenig verzweigend. Die meist dicht gedrängten, fleischig-zähen Laubblätter sind sitzend bis fast sitzend. Ihre blass rosarötlich-beige bis rötliche, breit eiförmige oder lanzettliche Blattspreite ist 2,5 bis 12 Zentimeter lang und 1 bis 6,5 Zentimeter breit. Ihre Spitze ist zugespitzt bis stumpf, die Basis verschmälert. Der Blattrand ist in der Regel ganzrandig oder etwas gekerbt.

### Generative Merkmale
Der rispige, wenigblütige Blütenstand ist sehr locker und bis zu 30 Zentimeter lang. Die hängenden oder abgespreizten Blüten stehen an 5 bis 30 Millimeter langen Blütenstielen. Der grüngelbe Kelch ist zur Spitze hin rötlich, die Kelchröhre 0,2 bis 0,8 Millimeter lang. Die schmal dreieckigen bis lanzettlichen, zugespitzten, ausgebreiteten Kelchzipfel sind fast frei. Sie weisen eine Länge von 4 bis 10 Millimeter auf und sind 1 bis 2,5 Millimeter breit. Die Blütenkrone ist grünlich, gelblich, rosarötlich, rötlich grün, cremefarben oder weiß. Die vierkantige, an ihrer Basis erweiterte Kronröhre ist 12 bis 16 Millimeter lang. Ihre elliptischen, lanzettlichen oder länglich lanzettlichen, zugespitzten und gekräuselten Kronzipfel sind anfangs plötzlich zurückgebogen und dann aufrecht. Sie weisen eine Länge von 6 bis 18 Millimeter auf und sind 1 bis 4,5 Millimeter breit. Die Staubblätter sind zur Spitze der Kronröhre hin angeheftet und ragen nicht aus der Blüte heraus. Die Staubbeutel sind eiförmig. Die linealischen Nektarschüppchen weisen eine Länge von 2,8 bis 4,5 Millimeter auf. Das Fruchtblatt weist eine Länge von 9 bis 11,5 Millimeter auf. Der Griffel ist 3 bis 5 Millimeter lang.

## Systematik und Verbreitung
Kalanchoe alternans ist in Saudi-Arabien und Jemen an trockenen und exponierten Orten, auf steinigen Böden, felsigen Hängen und grasigen Hügelhängen in Höhen von 1800 bis 2900 Metern verbreitet.
Die Erstbeschreibung durch Christiaan Hendrik Persoon wurde 1805 veröffentlicht. Es werden folgende Varietäten unterschieden:
- Kalanchoe alternans var. alternans
- Kalanchoe alternans var. lanceolata Raadts

## Nachweise